# Bibionídeos
Os Bibionídeos (bibionidae) são uma família de moscas (Diptera). Cerca de 650 a 700 espécies são conhecidas em todo o mundo.

## Descrição

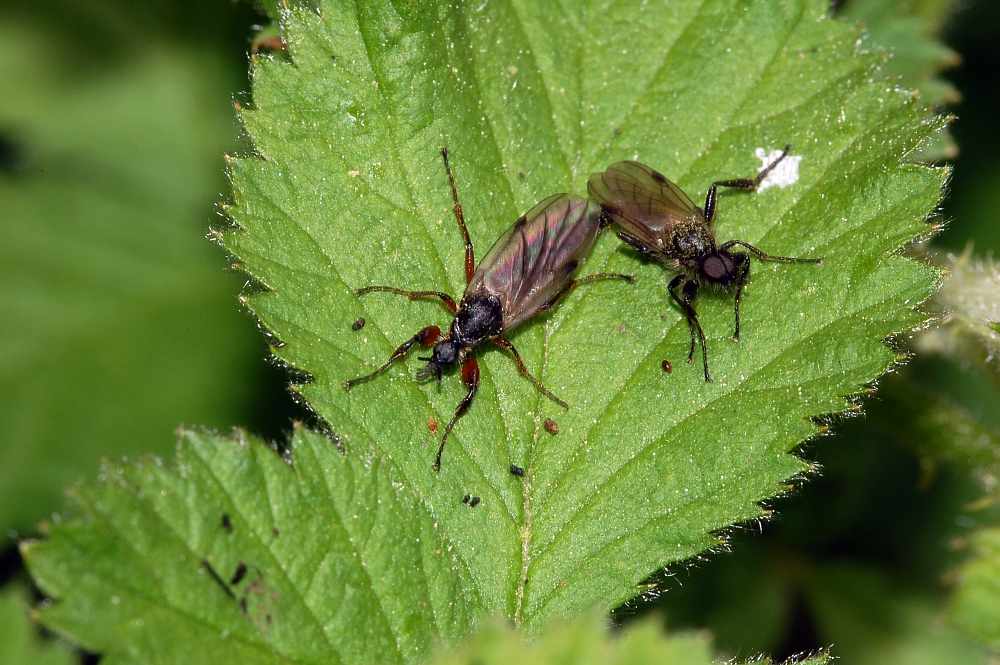
Bibio pomonae: O corpo é parrudo, curto e grosso com antenas.

Bibionidae são de tamanho médio, voa com um comprimento do corpo de 4,0 a 10,0 mm. O corpo é preto, marrom ou ferrugem, e atarracado, com pernas grossas.